# Roman Váňa
Roman Váňa (* 1. listopadu 1966 Ostrava) je český politik, v letech 2010 až 2017 poslanec za stranu ČSSD, v letech 2013 až 2017 místopředseda jejího poslaneckého klubu.
Do Poslanecké sněmovny Parlamentu České republiky byl zvolen ve volbách 2010 v Olomouckém kraji.
Ve volbách do Poslanecké sněmovny PČR v roce 2013 kandidoval v Olomouckém kraji jako lídr ČSSD a byl opět zvolen. V listopadu 2013 se stal členem mandátového a imunitního výboru sněmovny, v prosinci pak předsedou bezpečnostního výboru (od března 2014 též členem jeho podvýboru pro vězeňství) a členem výboru pro evropské záležitosti (od února 2015 také členem jeho podvýboru pro migraci a azylovou politiku).
Od prosince 2012 je předsedou dozorčí rady akciové společnosti Cíl. V dubnu 2017 získal anticenu Zelená perla za svůj výrok, kterým bojoval za poslanecké parkoviště na Malostranském náměstí: „S auty je to náměstí hezčí, smysluplnější, živější, prázdné bez aut mi to přijde podle návrhů, co jsem viděl, ošklivější, nelidské.“
Dne 10. března 2017 obhájil na 39. sjezdu ČSSD v Brně post předsedy Ústřední kontrolní komise strany. Ve volbách do Poslanecké sněmovny PČR v roce 2017 byl lídrem ČSSD v Olomouckém kraji. Mandát se mu však obhájit nepodařilo, skončil jako druhý náhradník.
V komunálních volbách v roce 2018 kandidoval za ČSSD do Zastupitelstva města Olomouc, ale neuspěl. Ve volbách do Evropského parlamentu v květnu 2019 kandidoval na 11. místě kandidátky ČSSD, ale nebyl zvolen.